# Перехресний шах
Перехресний шах — шах, поставлений у відповідь на шах суперника, зокрема у ситуаціях, де фігура, що блокує шах суперника, сама атакує короля або розкриває лінію атаки іншої фігури. Інколи цей термін вживають щодо відкритого шаху, спричиненого ходом королем. Зазвичай цей термін не вживають до ситуацій, коли король під боєм сам бере фігуру, що напала на нього.

## Приклади
У деяких ендшпілях (ферзь проти ферзя та пішака, два ферзі проти одного ферзя), перехресний шах є дуже корисною тактикою. У наведених випадках, сторона із меншою кількістю фігур прагне здобути нічию за допомогою вічного шаху, і в таких випадках, перехресний шах може бути ледь не єдиним способом цьому завадити, зазвичай шляхом розміну фігур.

### Ботвіннік — Мінєв, 1954
|   | a | b | c | d | e | f | g | h |   |
| 8 | c7 чорний кружок · g7 білий пішак · c6 білий кружок · c5 білий король · d5 білий ферзь · a4 чорний король · c4 білий кружок · d4 білий кружок · c2 чорний кружок · f2 чорний кружок · h2 чорний ферзь · g1 чорний кружок | c7 чорний кружок · g7 білий пішак · c6 білий кружок · c5 білий король · d5 білий ферзь · a4 чорний король · c4 білий кружок · d4 білий кружок · c2 чорний кружок · f2 чорний кружок · h2 чорний ферзь · g1 чорний кружок | c7 чорний кружок · g7 білий пішак · c6 білий кружок · c5 білий король · d5 білий ферзь · a4 чорний король · c4 білий кружок · d4 білий кружок · c2 чорний кружок · f2 чорний кружок · h2 чорний ферзь · g1 чорний кружок | c7 чорний кружок · g7 білий пішак · c6 білий кружок · c5 білий король · d5 білий ферзь · a4 чорний король · c4 білий кружок · d4 білий кружок · c2 чорний кружок · f2 чорний кружок · h2 чорний ферзь · g1 чорний кружок | c7 чорний кружок · g7 білий пішак · c6 білий кружок · c5 білий король · d5 білий ферзь · a4 чорний король · c4 білий кружок · d4 білий кружок · c2 чорний кружок · f2 чорний кружок · h2 чорний ферзь · g1 чорний кружок | c7 чорний кружок · g7 білий пішак · c6 білий кружок · c5 білий король · d5 білий ферзь · a4 чорний король · c4 білий кружок · d4 білий кружок · c2 чорний кружок · f2 чорний кружок · h2 чорний ферзь · g1 чорний кружок | c7 чорний кружок · g7 білий пішак · c6 білий кружок · c5 білий король · d5 білий ферзь · a4 чорний король · c4 білий кружок · d4 білий кружок · c2 чорний кружок · f2 чорний кружок · h2 чорний ферзь · g1 чорний кружок | c7 чорний кружок · g7 білий пішак · c6 білий кружок · c5 білий король · d5 білий ферзь · a4 чорний король · c4 білий кружок · d4 білий кружок · c2 чорний кружок · f2 чорний кружок · h2 чорний ферзь · g1 чорний кружок | 8 |
| 7 | c7 чорний кружок · g7 білий пішак · c6 білий кружок · c5 білий король · d5 білий ферзь · a4 чорний король · c4 білий кружок · d4 білий кружок · c2 чорний кружок · f2 чорний кружок · h2 чорний ферзь · g1 чорний кружок | c7 чорний кружок · g7 білий пішак · c6 білий кружок · c5 білий король · d5 білий ферзь · a4 чорний король · c4 білий кружок · d4 білий кружок · c2 чорний кружок · f2 чорний кружок · h2 чорний ферзь · g1 чорний кружок | c7 чорний кружок · g7 білий пішак · c6 білий кружок · c5 білий король · d5 білий ферзь · a4 чорний король · c4 білий кружок · d4 білий кружок · c2 чорний кружок · f2 чорний кружок · h2 чорний ферзь · g1 чорний кружок | c7 чорний кружок · g7 білий пішак · c6 білий кружок · c5 білий король · d5 білий ферзь · a4 чорний король · c4 білий кружок · d4 білий кружок · c2 чорний кружок · f2 чорний кружок · h2 чорний ферзь · g1 чорний кружок | c7 чорний кружок · g7 білий пішак · c6 білий кружок · c5 білий король · d5 білий ферзь · a4 чорний король · c4 білий кружок · d4 білий кружок · c2 чорний кружок · f2 чорний кружок · h2 чорний ферзь · g1 чорний кружок | c7 чорний кружок · g7 білий пішак · c6 білий кружок · c5 білий король · d5 білий ферзь · a4 чорний король · c4 білий кружок · d4 білий кружок · c2 чорний кружок · f2 чорний кружок · h2 чорний ферзь · g1 чорний кружок | c7 чорний кружок · g7 білий пішак · c6 білий кружок · c5 білий король · d5 білий ферзь · a4 чорний король · c4 білий кружок · d4 білий кружок · c2 чорний кружок · f2 чорний кружок · h2 чорний ферзь · g1 чорний кружок | c7 чорний кружок · g7 білий пішак · c6 білий кружок · c5 білий король · d5 білий ферзь · a4 чорний король · c4 білий кружок · d4 білий кружок · c2 чорний кружок · f2 чорний кружок · h2 чорний ферзь · g1 чорний кружок | 7 |
| 6 | c7 чорний кружок · g7 білий пішак · c6 білий кружок · c5 білий король · d5 білий ферзь · a4 чорний король · c4 білий кружок · d4 білий кружок · c2 чорний кружок · f2 чорний кружок · h2 чорний ферзь · g1 чорний кружок | c7 чорний кружок · g7 білий пішак · c6 білий кружок · c5 білий король · d5 білий ферзь · a4 чорний король · c4 білий кружок · d4 білий кружок · c2 чорний кружок · f2 чорний кружок · h2 чорний ферзь · g1 чорний кружок | c7 чорний кружок · g7 білий пішак · c6 білий кружок · c5 білий король · d5 білий ферзь · a4 чорний король · c4 білий кружок · d4 білий кружок · c2 чорний кружок · f2 чорний кружок · h2 чорний ферзь · g1 чорний кружок | c7 чорний кружок · g7 білий пішак · c6 білий кружок · c5 білий король · d5 білий ферзь · a4 чорний король · c4 білий кружок · d4 білий кружок · c2 чорний кружок · f2 чорний кружок · h2 чорний ферзь · g1 чорний кружок | c7 чорний кружок · g7 білий пішак · c6 білий кружок · c5 білий король · d5 білий ферзь · a4 чорний король · c4 білий кружок · d4 білий кружок · c2 чорний кружок · f2 чорний кружок · h2 чорний ферзь · g1 чорний кружок | c7 чорний кружок · g7 білий пішак · c6 білий кружок · c5 білий король · d5 білий ферзь · a4 чорний король · c4 білий кружок · d4 білий кружок · c2 чорний кружок · f2 чорний кружок · h2 чорний ферзь · g1 чорний кружок | c7 чорний кружок · g7 білий пішак · c6 білий кружок · c5 білий король · d5 білий ферзь · a4 чорний король · c4 білий кружок · d4 білий кружок · c2 чорний кружок · f2 чорний кружок · h2 чорний ферзь · g1 чорний кружок | c7 чорний кружок · g7 білий пішак · c6 білий кружок · c5 білий король · d5 білий ферзь · a4 чорний король · c4 білий кружок · d4 білий кружок · c2 чорний кружок · f2 чорний кружок · h2 чорний ферзь · g1 чорний кружок | 6 |
| 5 | c7 чорний кружок · g7 білий пішак · c6 білий кружок · c5 білий король · d5 білий ферзь · a4 чорний король · c4 білий кружок · d4 білий кружок · c2 чорний кружок · f2 чорний кружок · h2 чорний ферзь · g1 чорний кружок | c7 чорний кружок · g7 білий пішак · c6 білий кружок · c5 білий король · d5 білий ферзь · a4 чорний король · c4 білий кружок · d4 білий кружок · c2 чорний кружок · f2 чорний кружок · h2 чорний ферзь · g1 чорний кружок | c7 чорний кружок · g7 білий пішак · c6 білий кружок · c5 білий король · d5 білий ферзь · a4 чорний король · c4 білий кружок · d4 білий кружок · c2 чорний кружок · f2 чорний кружок · h2 чорний ферзь · g1 чорний кружок | c7 чорний кружок · g7 білий пішак · c6 білий кружок · c5 білий король · d5 білий ферзь · a4 чорний король · c4 білий кружок · d4 білий кружок · c2 чорний кружок · f2 чорний кружок · h2 чорний ферзь · g1 чорний кружок | c7 чорний кружок · g7 білий пішак · c6 білий кружок · c5 білий король · d5 білий ферзь · a4 чорний король · c4 білий кружок · d4 білий кружок · c2 чорний кружок · f2 чорний кружок · h2 чорний ферзь · g1 чорний кружок | c7 чорний кружок · g7 білий пішак · c6 білий кружок · c5 білий король · d5 білий ферзь · a4 чорний король · c4 білий кружок · d4 білий кружок · c2 чорний кружок · f2 чорний кружок · h2 чорний ферзь · g1 чорний кружок | c7 чорний кружок · g7 білий пішак · c6 білий кружок · c5 білий король · d5 білий ферзь · a4 чорний король · c4 білий кружок · d4 білий кружок · c2 чорний кружок · f2 чорний кружок · h2 чорний ферзь · g1 чорний кружок | c7 чорний кружок · g7 білий пішак · c6 білий кружок · c5 білий король · d5 білий ферзь · a4 чорний король · c4 білий кружок · d4 білий кружок · c2 чорний кружок · f2 чорний кружок · h2 чорний ферзь · g1 чорний кружок | 5 |
| 4 | c7 чорний кружок · g7 білий пішак · c6 білий кружок · c5 білий король · d5 білий ферзь · a4 чорний король · c4 білий кружок · d4 білий кружок · c2 чорний кружок · f2 чорний кружок · h2 чорний ферзь · g1 чорний кружок | c7 чорний кружок · g7 білий пішак · c6 білий кружок · c5 білий король · d5 білий ферзь · a4 чорний король · c4 білий кружок · d4 білий кружок · c2 чорний кружок · f2 чорний кружок · h2 чорний ферзь · g1 чорний кружок | c7 чорний кружок · g7 білий пішак · c6 білий кружок · c5 білий король · d5 білий ферзь · a4 чорний король · c4 білий кружок · d4 білий кружок · c2 чорний кружок · f2 чорний кружок · h2 чорний ферзь · g1 чорний кружок | c7 чорний кружок · g7 білий пішак · c6 білий кружок · c5 білий король · d5 білий ферзь · a4 чорний король · c4 білий кружок · d4 білий кружок · c2 чорний кружок · f2 чорний кружок · h2 чорний ферзь · g1 чорний кружок | c7 чорний кружок · g7 білий пішак · c6 білий кружок · c5 білий король · d5 білий ферзь · a4 чорний король · c4 білий кружок · d4 білий кружок · c2 чорний кружок · f2 чорний кружок · h2 чорний ферзь · g1 чорний кружок | c7 чорний кружок · g7 білий пішак · c6 білий кружок · c5 білий король · d5 білий ферзь · a4 чорний король · c4 білий кружок · d4 білий кружок · c2 чорний кружок · f2 чорний кружок · h2 чорний ферзь · g1 чорний кружок | c7 чорний кружок · g7 білий пішак · c6 білий кружок · c5 білий король · d5 білий ферзь · a4 чорний король · c4 білий кружок · d4 білий кружок · c2 чорний кружок · f2 чорний кружок · h2 чорний ферзь · g1 чорний кружок | c7 чорний кружок · g7 білий пішак · c6 білий кружок · c5 білий король · d5 білий ферзь · a4 чорний король · c4 білий кружок · d4 білий кружок · c2 чорний кружок · f2 чорний кружок · h2 чорний ферзь · g1 чорний кружок | 4 |
| 3 | c7 чорний кружок · g7 білий пішак · c6 білий кружок · c5 білий король · d5 білий ферзь · a4 чорний король · c4 білий кружок · d4 білий кружок · c2 чорний кружок · f2 чорний кружок · h2 чорний ферзь · g1 чорний кружок | c7 чорний кружок · g7 білий пішак · c6 білий кружок · c5 білий король · d5 білий ферзь · a4 чорний король · c4 білий кружок · d4 білий кружок · c2 чорний кружок · f2 чорний кружок · h2 чорний ферзь · g1 чорний кружок | c7 чорний кружок · g7 білий пішак · c6 білий кружок · c5 білий король · d5 білий ферзь · a4 чорний король · c4 білий кружок · d4 білий кружок · c2 чорний кружок · f2 чорний кружок · h2 чорний ферзь · g1 чорний кружок | c7 чорний кружок · g7 білий пішак · c6 білий кружок · c5 білий король · d5 білий ферзь · a4 чорний король · c4 білий кружок · d4 білий кружок · c2 чорний кружок · f2 чорний кружок · h2 чорний ферзь · g1 чорний кружок | c7 чорний кружок · g7 білий пішак · c6 білий кружок · c5 білий король · d5 білий ферзь · a4 чорний король · c4 білий кружок · d4 білий кружок · c2 чорний кружок · f2 чорний кружок · h2 чорний ферзь · g1 чорний кружок | c7 чорний кружок · g7 білий пішак · c6 білий кружок · c5 білий король · d5 білий ферзь · a4 чорний король · c4 білий кружок · d4 білий кружок · c2 чорний кружок · f2 чорний кружок · h2 чорний ферзь · g1 чорний кружок | c7 чорний кружок · g7 білий пішак · c6 білий кружок · c5 білий король · d5 білий ферзь · a4 чорний король · c4 білий кружок · d4 білий кружок · c2 чорний кружок · f2 чорний кружок · h2 чорний ферзь · g1 чорний кружок | c7 чорний кружок · g7 білий пішак · c6 білий кружок · c5 білий король · d5 білий ферзь · a4 чорний король · c4 білий кружок · d4 білий кружок · c2 чорний кружок · f2 чорний кружок · h2 чорний ферзь · g1 чорний кружок | 3 |
| 2 | c7 чорний кружок · g7 білий пішак · c6 білий кружок · c5 білий король · d5 білий ферзь · a4 чорний король · c4 білий кружок · d4 білий кружок · c2 чорний кружок · f2 чорний кружок · h2 чорний ферзь · g1 чорний кружок | c7 чорний кружок · g7 білий пішак · c6 білий кружок · c5 білий король · d5 білий ферзь · a4 чорний король · c4 білий кружок · d4 білий кружок · c2 чорний кружок · f2 чорний кружок · h2 чорний ферзь · g1 чорний кружок | c7 чорний кружок · g7 білий пішак · c6 білий кружок · c5 білий король · d5 білий ферзь · a4 чорний король · c4 білий кружок · d4 білий кружок · c2 чорний кружок · f2 чорний кружок · h2 чорний ферзь · g1 чорний кружок | c7 чорний кружок · g7 білий пішак · c6 білий кружок · c5 білий король · d5 білий ферзь · a4 чорний король · c4 білий кружок · d4 білий кружок · c2 чорний кружок · f2 чорний кружок · h2 чорний ферзь · g1 чорний кружок | c7 чорний кружок · g7 білий пішак · c6 білий кружок · c5 білий король · d5 білий ферзь · a4 чорний король · c4 білий кружок · d4 білий кружок · c2 чорний кружок · f2 чорний кружок · h2 чорний ферзь · g1 чорний кружок | c7 чорний кружок · g7 білий пішак · c6 білий кружок · c5 білий король · d5 білий ферзь · a4 чорний король · c4 білий кружок · d4 білий кружок · c2 чорний кружок · f2 чорний кружок · h2 чорний ферзь · g1 чорний кружок | c7 чорний кружок · g7 білий пішак · c6 білий кружок · c5 білий король · d5 білий ферзь · a4 чорний король · c4 білий кружок · d4 білий кружок · c2 чорний кружок · f2 чорний кружок · h2 чорний ферзь · g1 чорний кружок | c7 чорний кружок · g7 білий пішак · c6 білий кружок · c5 білий король · d5 білий ферзь · a4 чорний король · c4 білий кружок · d4 білий кружок · c2 чорний кружок · f2 чорний кружок · h2 чорний ферзь · g1 чорний кружок | 2 |
| 1 | c7 чорний кружок · g7 білий пішак · c6 білий кружок · c5 білий король · d5 білий ферзь · a4 чорний король · c4 білий кружок · d4 білий кружок · c2 чорний кружок · f2 чорний кружок · h2 чорний ферзь · g1 чорний кружок | c7 чорний кружок · g7 білий пішак · c6 білий кружок · c5 білий король · d5 білий ферзь · a4 чорний король · c4 білий кружок · d4 білий кружок · c2 чорний кружок · f2 чорний кружок · h2 чорний ферзь · g1 чорний кружок | c7 чорний кружок · g7 білий пішак · c6 білий кружок · c5 білий король · d5 білий ферзь · a4 чорний король · c4 білий кружок · d4 білий кружок · c2 чорний кружок · f2 чорний кружок · h2 чорний ферзь · g1 чорний кружок | c7 чорний кружок · g7 білий пішак · c6 білий кружок · c5 білий король · d5 білий ферзь · a4 чорний король · c4 білий кружок · d4 білий кружок · c2 чорний кружок · f2 чорний кружок · h2 чорний ферзь · g1 чорний кружок | c7 чорний кружок · g7 білий пішак · c6 білий кружок · c5 білий король · d5 білий ферзь · a4 чорний король · c4 білий кружок · d4 білий кружок · c2 чорний кружок · f2 чорний кружок · h2 чорний ферзь · g1 чорний кружок | c7 чорний кружок · g7 білий пішак · c6 білий кружок · c5 білий король · d5 білий ферзь · a4 чорний король · c4 білий кружок · d4 білий кружок · c2 чорний кружок · f2 чорний кружок · h2 чорний ферзь · g1 чорний кружок | c7 чорний кружок · g7 білий пішак · c6 білий кружок · c5 білий король · d5 білий ферзь · a4 чорний король · c4 білий кружок · d4 білий кружок · c2 чорний кружок · f2 чорний кружок · h2 чорний ферзь · g1 чорний кружок | c7 чорний кружок · g7 білий пішак · c6 білий кружок · c5 білий король · d5 білий ферзь · a4 чорний король · c4 білий кружок · d4 білий кружок · c2 чорний кружок · f2 чорний кружок · h2 чорний ферзь · g1 чорний кружок | 1 |
|   | a | b | c | d | e | f | g | h |   |

Позиція на даному зображенні виникла у відомому ендшпілі в грі Михайла Ботвинника проти Ніколая Мінєва на Шаховій олімпіаді 1954 року в Амстердамі. У вказаній позиції, після ходу 91. Kc5!!, чорні здалися, бо всі потенційні шахи 91...Qc7+, 91...Qg1+, 91...Qf2+ та 91...Qc2+ призводять до відповідних перехресних шахів: 92.Qc6+, 92.Qd4+, 92.Qd4+ та 92.Qc4+. Кожен із цих ходів змушує чорних до обміну ферзями, що зрештою призводить до того, що білі без проблем перетворюють пішака на ферзя та ставлять мат. Слабша сторона мусить постійно звертати увагу на потенційні перехресні шахи, аби запобігти подібному спрощенню позиції. Якби у цій грі чорні просто атакували пішака, це ні до чого б не призвело, бо білі можуть легко його захистити власним ферзем.

### Проблема Андерсона, 1919
|   | a | b | c | d | e | f | g | h |   |
| 8 | c7 білий король · e7 білий ферзь · f7 чорний пішак · h7 чорний слон · c6 чорний пішак · b5 чорний король · a3 біла тура · b3 білий слон · c3 чорний пішак · g3 чорна тура · b1 біла тура | c7 білий король · e7 білий ферзь · f7 чорний пішак · h7 чорний слон · c6 чорний пішак · b5 чорний король · a3 біла тура · b3 білий слон · c3 чорний пішак · g3 чорна тура · b1 біла тура | c7 білий король · e7 білий ферзь · f7 чорний пішак · h7 чорний слон · c6 чорний пішак · b5 чорний король · a3 біла тура · b3 білий слон · c3 чорний пішак · g3 чорна тура · b1 біла тура | c7 білий король · e7 білий ферзь · f7 чорний пішак · h7 чорний слон · c6 чорний пішак · b5 чорний король · a3 біла тура · b3 білий слон · c3 чорний пішак · g3 чорна тура · b1 біла тура | c7 білий король · e7 білий ферзь · f7 чорний пішак · h7 чорний слон · c6 чорний пішак · b5 чорний король · a3 біла тура · b3 білий слон · c3 чорний пішак · g3 чорна тура · b1 біла тура | c7 білий король · e7 білий ферзь · f7 чорний пішак · h7 чорний слон · c6 чорний пішак · b5 чорний король · a3 біла тура · b3 білий слон · c3 чорний пішак · g3 чорна тура · b1 біла тура | c7 білий король · e7 білий ферзь · f7 чорний пішак · h7 чорний слон · c6 чорний пішак · b5 чорний король · a3 біла тура · b3 білий слон · c3 чорний пішак · g3 чорна тура · b1 біла тура | c7 білий король · e7 білий ферзь · f7 чорний пішак · h7 чорний слон · c6 чорний пішак · b5 чорний король · a3 біла тура · b3 білий слон · c3 чорний пішак · g3 чорна тура · b1 біла тура | 8 |
| 7 | c7 білий король · e7 білий ферзь · f7 чорний пішак · h7 чорний слон · c6 чорний пішак · b5 чорний король · a3 біла тура · b3 білий слон · c3 чорний пішак · g3 чорна тура · b1 біла тура | c7 білий король · e7 білий ферзь · f7 чорний пішак · h7 чорний слон · c6 чорний пішак · b5 чорний король · a3 біла тура · b3 білий слон · c3 чорний пішак · g3 чорна тура · b1 біла тура | c7 білий король · e7 білий ферзь · f7 чорний пішак · h7 чорний слон · c6 чорний пішак · b5 чорний король · a3 біла тура · b3 білий слон · c3 чорний пішак · g3 чорна тура · b1 біла тура | c7 білий король · e7 білий ферзь · f7 чорний пішак · h7 чорний слон · c6 чорний пішак · b5 чорний король · a3 біла тура · b3 білий слон · c3 чорний пішак · g3 чорна тура · b1 біла тура | c7 білий король · e7 білий ферзь · f7 чорний пішак · h7 чорний слон · c6 чорний пішак · b5 чорний король · a3 біла тура · b3 білий слон · c3 чорний пішак · g3 чорна тура · b1 біла тура | c7 білий король · e7 білий ферзь · f7 чорний пішак · h7 чорний слон · c6 чорний пішак · b5 чорний король · a3 біла тура · b3 білий слон · c3 чорний пішак · g3 чорна тура · b1 біла тура | c7 білий король · e7 білий ферзь · f7 чорний пішак · h7 чорний слон · c6 чорний пішак · b5 чорний король · a3 біла тура · b3 білий слон · c3 чорний пішак · g3 чорна тура · b1 біла тура | c7 білий король · e7 білий ферзь · f7 чорний пішак · h7 чорний слон · c6 чорний пішак · b5 чорний король · a3 біла тура · b3 білий слон · c3 чорний пішак · g3 чорна тура · b1 біла тура | 7 |
| 6 | c7 білий король · e7 білий ферзь · f7 чорний пішак · h7 чорний слон · c6 чорний пішак · b5 чорний король · a3 біла тура · b3 білий слон · c3 чорний пішак · g3 чорна тура · b1 біла тура | c7 білий король · e7 білий ферзь · f7 чорний пішак · h7 чорний слон · c6 чорний пішак · b5 чорний король · a3 біла тура · b3 білий слон · c3 чорний пішак · g3 чорна тура · b1 біла тура | c7 білий король · e7 білий ферзь · f7 чорний пішак · h7 чорний слон · c6 чорний пішак · b5 чорний король · a3 біла тура · b3 білий слон · c3 чорний пішак · g3 чорна тура · b1 біла тура | c7 білий король · e7 білий ферзь · f7 чорний пішак · h7 чорний слон · c6 чорний пішак · b5 чорний король · a3 біла тура · b3 білий слон · c3 чорний пішак · g3 чорна тура · b1 біла тура | c7 білий король · e7 білий ферзь · f7 чорний пішак · h7 чорний слон · c6 чорний пішак · b5 чорний король · a3 біла тура · b3 білий слон · c3 чорний пішак · g3 чорна тура · b1 біла тура | c7 білий король · e7 білий ферзь · f7 чорний пішак · h7 чорний слон · c6 чорний пішак · b5 чорний король · a3 біла тура · b3 білий слон · c3 чорний пішак · g3 чорна тура · b1 біла тура | c7 білий король · e7 білий ферзь · f7 чорний пішак · h7 чорний слон · c6 чорний пішак · b5 чорний король · a3 біла тура · b3 білий слон · c3 чорний пішак · g3 чорна тура · b1 біла тура | c7 білий король · e7 білий ферзь · f7 чорний пішак · h7 чорний слон · c6 чорний пішак · b5 чорний король · a3 біла тура · b3 білий слон · c3 чорний пішак · g3 чорна тура · b1 біла тура | 6 |
| 5 | c7 білий король · e7 білий ферзь · f7 чорний пішак · h7 чорний слон · c6 чорний пішак · b5 чорний король · a3 біла тура · b3 білий слон · c3 чорний пішак · g3 чорна тура · b1 біла тура | c7 білий король · e7 білий ферзь · f7 чорний пішак · h7 чорний слон · c6 чорний пішак · b5 чорний король · a3 біла тура · b3 білий слон · c3 чорний пішак · g3 чорна тура · b1 біла тура | c7 білий король · e7 білий ферзь · f7 чорний пішак · h7 чорний слон · c6 чорний пішак · b5 чорний король · a3 біла тура · b3 білий слон · c3 чорний пішак · g3 чорна тура · b1 біла тура | c7 білий король · e7 білий ферзь · f7 чорний пішак · h7 чорний слон · c6 чорний пішак · b5 чорний король · a3 біла тура · b3 білий слон · c3 чорний пішак · g3 чорна тура · b1 біла тура | c7 білий король · e7 білий ферзь · f7 чорний пішак · h7 чорний слон · c6 чорний пішак · b5 чорний король · a3 біла тура · b3 білий слон · c3 чорний пішак · g3 чорна тура · b1 біла тура | c7 білий король · e7 білий ферзь · f7 чорний пішак · h7 чорний слон · c6 чорний пішак · b5 чорний король · a3 біла тура · b3 білий слон · c3 чорний пішак · g3 чорна тура · b1 біла тура | c7 білий король · e7 білий ферзь · f7 чорний пішак · h7 чорний слон · c6 чорний пішак · b5 чорний король · a3 біла тура · b3 білий слон · c3 чорний пішак · g3 чорна тура · b1 біла тура | c7 білий король · e7 білий ферзь · f7 чорний пішак · h7 чорний слон · c6 чорний пішак · b5 чорний король · a3 біла тура · b3 білий слон · c3 чорний пішак · g3 чорна тура · b1 біла тура | 5 |
| 4 | c7 білий король · e7 білий ферзь · f7 чорний пішак · h7 чорний слон · c6 чорний пішак · b5 чорний король · a3 біла тура · b3 білий слон · c3 чорний пішак · g3 чорна тура · b1 біла тура | c7 білий король · e7 білий ферзь · f7 чорний пішак · h7 чорний слон · c6 чорний пішак · b5 чорний король · a3 біла тура · b3 білий слон · c3 чорний пішак · g3 чорна тура · b1 біла тура | c7 білий король · e7 білий ферзь · f7 чорний пішак · h7 чорний слон · c6 чорний пішак · b5 чорний король · a3 біла тура · b3 білий слон · c3 чорний пішак · g3 чорна тура · b1 біла тура | c7 білий король · e7 білий ферзь · f7 чорний пішак · h7 чорний слон · c6 чорний пішак · b5 чорний король · a3 біла тура · b3 білий слон · c3 чорний пішак · g3 чорна тура · b1 біла тура | c7 білий король · e7 білий ферзь · f7 чорний пішак · h7 чорний слон · c6 чорний пішак · b5 чорний король · a3 біла тура · b3 білий слон · c3 чорний пішак · g3 чорна тура · b1 біла тура | c7 білий король · e7 білий ферзь · f7 чорний пішак · h7 чорний слон · c6 чорний пішак · b5 чорний король · a3 біла тура · b3 білий слон · c3 чорний пішак · g3 чорна тура · b1 біла тура | c7 білий король · e7 білий ферзь · f7 чорний пішак · h7 чорний слон · c6 чорний пішак · b5 чорний король · a3 біла тура · b3 білий слон · c3 чорний пішак · g3 чорна тура · b1 біла тура | c7 білий король · e7 білий ферзь · f7 чорний пішак · h7 чорний слон · c6 чорний пішак · b5 чорний король · a3 біла тура · b3 білий слон · c3 чорний пішак · g3 чорна тура · b1 біла тура | 4 |
| 3 | c7 білий король · e7 білий ферзь · f7 чорний пішак · h7 чорний слон · c6 чорний пішак · b5 чорний король · a3 біла тура · b3 білий слон · c3 чорний пішак · g3 чорна тура · b1 біла тура | c7 білий король · e7 білий ферзь · f7 чорний пішак · h7 чорний слон · c6 чорний пішак · b5 чорний король · a3 біла тура · b3 білий слон · c3 чорний пішак · g3 чорна тура · b1 біла тура | c7 білий король · e7 білий ферзь · f7 чорний пішак · h7 чорний слон · c6 чорний пішак · b5 чорний король · a3 біла тура · b3 білий слон · c3 чорний пішак · g3 чорна тура · b1 біла тура | c7 білий король · e7 білий ферзь · f7 чорний пішак · h7 чорний слон · c6 чорний пішак · b5 чорний король · a3 біла тура · b3 білий слон · c3 чорний пішак · g3 чорна тура · b1 біла тура | c7 білий король · e7 білий ферзь · f7 чорний пішак · h7 чорний слон · c6 чорний пішак · b5 чорний король · a3 біла тура · b3 білий слон · c3 чорний пішак · g3 чорна тура · b1 біла тура | c7 білий король · e7 білий ферзь · f7 чорний пішак · h7 чорний слон · c6 чорний пішак · b5 чорний король · a3 біла тура · b3 білий слон · c3 чорний пішак · g3 чорна тура · b1 біла тура | c7 білий король · e7 білий ферзь · f7 чорний пішак · h7 чорний слон · c6 чорний пішак · b5 чорний король · a3 біла тура · b3 білий слон · c3 чорний пішак · g3 чорна тура · b1 біла тура | c7 білий король · e7 білий ферзь · f7 чорний пішак · h7 чорний слон · c6 чорний пішак · b5 чорний король · a3 біла тура · b3 білий слон · c3 чорний пішак · g3 чорна тура · b1 біла тура | 3 |
| 2 | c7 білий король · e7 білий ферзь · f7 чорний пішак · h7 чорний слон · c6 чорний пішак · b5 чорний король · a3 біла тура · b3 білий слон · c3 чорний пішак · g3 чорна тура · b1 біла тура | c7 білий король · e7 білий ферзь · f7 чорний пішак · h7 чорний слон · c6 чорний пішак · b5 чорний король · a3 біла тура · b3 білий слон · c3 чорний пішак · g3 чорна тура · b1 біла тура | c7 білий король · e7 білий ферзь · f7 чорний пішак · h7 чорний слон · c6 чорний пішак · b5 чорний король · a3 біла тура · b3 білий слон · c3 чорний пішак · g3 чорна тура · b1 біла тура | c7 білий король · e7 білий ферзь · f7 чорний пішак · h7 чорний слон · c6 чорний пішак · b5 чорний король · a3 біла тура · b3 білий слон · c3 чорний пішак · g3 чорна тура · b1 біла тура | c7 білий король · e7 білий ферзь · f7 чорний пішак · h7 чорний слон · c6 чорний пішак · b5 чорний король · a3 біла тура · b3 білий слон · c3 чорний пішак · g3 чорна тура · b1 біла тура | c7 білий король · e7 білий ферзь · f7 чорний пішак · h7 чорний слон · c6 чорний пішак · b5 чорний король · a3 біла тура · b3 білий слон · c3 чорний пішак · g3 чорна тура · b1 біла тура | c7 білий король · e7 білий ферзь · f7 чорний пішак · h7 чорний слон · c6 чорний пішак · b5 чорний король · a3 біла тура · b3 білий слон · c3 чорний пішак · g3 чорна тура · b1 біла тура | c7 білий король · e7 білий ферзь · f7 чорний пішак · h7 чорний слон · c6 чорний пішак · b5 чорний король · a3 біла тура · b3 білий слон · c3 чорний пішак · g3 чорна тура · b1 біла тура | 2 |
| 1 | c7 білий король · e7 білий ферзь · f7 чорний пішак · h7 чорний слон · c6 чорний пішак · b5 чорний король · a3 біла тура · b3 білий слон · c3 чорний пішак · g3 чорна тура · b1 біла тура | c7 білий король · e7 білий ферзь · f7 чорний пішак · h7 чорний слон · c6 чорний пішак · b5 чорний король · a3 біла тура · b3 білий слон · c3 чорний пішак · g3 чорна тура · b1 біла тура | c7 білий король · e7 білий ферзь · f7 чорний пішак · h7 чорний слон · c6 чорний пішак · b5 чорний король · a3 біла тура · b3 білий слон · c3 чорний пішак · g3 чорна тура · b1 біла тура | c7 білий король · e7 білий ферзь · f7 чорний пішак · h7 чорний слон · c6 чорний пішак · b5 чорний король · a3 біла тура · b3 білий слон · c3 чорний пішак · g3 чорна тура · b1 біла тура | c7 білий король · e7 білий ферзь · f7 чорний пішак · h7 чорний слон · c6 чорний пішак · b5 чорний король · a3 біла тура · b3 білий слон · c3 чорний пішак · g3 чорна тура · b1 біла тура | c7 білий король · e7 білий ферзь · f7 чорний пішак · h7 чорний слон · c6 чорний пішак · b5 чорний король · a3 біла тура · b3 білий слон · c3 чорний пішак · g3 чорна тура · b1 біла тура | c7 білий король · e7 білий ферзь · f7 чорний пішак · h7 чорний слон · c6 чорний пішак · b5 чорний король · a3 біла тура · b3 білий слон · c3 чорний пішак · g3 чорна тура · b1 біла тура | c7 білий король · e7 білий ферзь · f7 чорний пішак · h7 чорний слон · c6 чорний пішак · b5 чорний король · a3 біла тура · b3 білий слон · c3 чорний пішак · g3 чорна тура · b1 біла тура | 1 |
|   | a | b | c | d | e | f | g | h |   |

Перехресні шахи насправді доволі рідко трапляються в іграх гросмейстерів, проте часто використовуються у шахових задачах через їхню відносну складність. У даній задачі хід білих, мат у два ходи. Ця задача була розроблена Дж. Ф. Андерсоном та опублікована у Il Secolo у 1919 році. На хід 1.Kd6 із загрозою 2.Qb7#, у чорних є дві клітинки, на які може відступити їхній король, і на обидва ці ходи білі одразу ставлять мат: 1...Kb6 2.Bc2# та 1...Kb4 2.Kxc6#. Чорні також мають можливість поставити шахи турою, проте у відповідь білі закриваються слоном та ставлять перехресний шах і матують чорного короля: 1...Rg6+ 2.Be6# and 1...Rd3+ 2.Bd5#.

### Проблема Андерсона, 1961
|   | a | b | c | d | e | f | g | h |   |
| 8 | d8 білий ферзь · f8 чорний слон · h8 чорний кінь · a7 чорна тура · e7 чорний пішак · h7 білий король · a6 чорний пішак · c6 білий пішак · d6 білий пішак · e6 білий пішак · f6 білий пішак · h6 чорний пішак · a5 біла тура · c5 білий кінь · e5 чорний король · f5 чорний кінь · h5 чорна тура · c4 білий слон · f4 біла тура · g4 білий пішак · e3 чорний пішак · g3 білий слон · h3 білий кінь · f2 чорний пішак · h2 чорний ферзь · b1 чорний слон | d8 білий ферзь · f8 чорний слон · h8 чорний кінь · a7 чорна тура · e7 чорний пішак · h7 білий король · a6 чорний пішак · c6 білий пішак · d6 білий пішак · e6 білий пішак · f6 білий пішак · h6 чорний пішак · a5 біла тура · c5 білий кінь · e5 чорний король · f5 чорний кінь · h5 чорна тура · c4 білий слон · f4 біла тура · g4 білий пішак · e3 чорний пішак · g3 білий слон · h3 білий кінь · f2 чорний пішак · h2 чорний ферзь · b1 чорний слон | d8 білий ферзь · f8 чорний слон · h8 чорний кінь · a7 чорна тура · e7 чорний пішак · h7 білий король · a6 чорний пішак · c6 білий пішак · d6 білий пішак · e6 білий пішак · f6 білий пішак · h6 чорний пішак · a5 біла тура · c5 білий кінь · e5 чорний король · f5 чорний кінь · h5 чорна тура · c4 білий слон · f4 біла тура · g4 білий пішак · e3 чорний пішак · g3 білий слон · h3 білий кінь · f2 чорний пішак · h2 чорний ферзь · b1 чорний слон | d8 білий ферзь · f8 чорний слон · h8 чорний кінь · a7 чорна тура · e7 чорний пішак · h7 білий король · a6 чорний пішак · c6 білий пішак · d6 білий пішак · e6 білий пішак · f6 білий пішак · h6 чорний пішак · a5 біла тура · c5 білий кінь · e5 чорний король · f5 чорний кінь · h5 чорна тура · c4 білий слон · f4 біла тура · g4 білий пішак · e3 чорний пішак · g3 білий слон · h3 білий кінь · f2 чорний пішак · h2 чорний ферзь · b1 чорний слон | d8 білий ферзь · f8 чорний слон · h8 чорний кінь · a7 чорна тура · e7 чорний пішак · h7 білий король · a6 чорний пішак · c6 білий пішак · d6 білий пішак · e6 білий пішак · f6 білий пішак · h6 чорний пішак · a5 біла тура · c5 білий кінь · e5 чорний король · f5 чорний кінь · h5 чорна тура · c4 білий слон · f4 біла тура · g4 білий пішак · e3 чорний пішак · g3 білий слон · h3 білий кінь · f2 чорний пішак · h2 чорний ферзь · b1 чорний слон | d8 білий ферзь · f8 чорний слон · h8 чорний кінь · a7 чорна тура · e7 чорний пішак · h7 білий король · a6 чорний пішак · c6 білий пішак · d6 білий пішак · e6 білий пішак · f6 білий пішак · h6 чорний пішак · a5 біла тура · c5 білий кінь · e5 чорний король · f5 чорний кінь · h5 чорна тура · c4 білий слон · f4 біла тура · g4 білий пішак · e3 чорний пішак · g3 білий слон · h3 білий кінь · f2 чорний пішак · h2 чорний ферзь · b1 чорний слон | d8 білий ферзь · f8 чорний слон · h8 чорний кінь · a7 чорна тура · e7 чорний пішак · h7 білий король · a6 чорний пішак · c6 білий пішак · d6 білий пішак · e6 білий пішак · f6 білий пішак · h6 чорний пішак · a5 біла тура · c5 білий кінь · e5 чорний король · f5 чорний кінь · h5 чорна тура · c4 білий слон · f4 біла тура · g4 білий пішак · e3 чорний пішак · g3 білий слон · h3 білий кінь · f2 чорний пішак · h2 чорний ферзь · b1 чорний слон | d8 білий ферзь · f8 чорний слон · h8 чорний кінь · a7 чорна тура · e7 чорний пішак · h7 білий король · a6 чорний пішак · c6 білий пішак · d6 білий пішак · e6 білий пішак · f6 білий пішак · h6 чорний пішак · a5 біла тура · c5 білий кінь · e5 чорний король · f5 чорний кінь · h5 чорна тура · c4 білий слон · f4 біла тура · g4 білий пішак · e3 чорний пішак · g3 білий слон · h3 білий кінь · f2 чорний пішак · h2 чорний ферзь · b1 чорний слон | 8 |
| 7 | d8 білий ферзь · f8 чорний слон · h8 чорний кінь · a7 чорна тура · e7 чорний пішак · h7 білий король · a6 чорний пішак · c6 білий пішак · d6 білий пішак · e6 білий пішак · f6 білий пішак · h6 чорний пішак · a5 біла тура · c5 білий кінь · e5 чорний король · f5 чорний кінь · h5 чорна тура · c4 білий слон · f4 біла тура · g4 білий пішак · e3 чорний пішак · g3 білий слон · h3 білий кінь · f2 чорний пішак · h2 чорний ферзь · b1 чорний слон | d8 білий ферзь · f8 чорний слон · h8 чорний кінь · a7 чорна тура · e7 чорний пішак · h7 білий король · a6 чорний пішак · c6 білий пішак · d6 білий пішак · e6 білий пішак · f6 білий пішак · h6 чорний пішак · a5 біла тура · c5 білий кінь · e5 чорний король · f5 чорний кінь · h5 чорна тура · c4 білий слон · f4 біла тура · g4 білий пішак · e3 чорний пішак · g3 білий слон · h3 білий кінь · f2 чорний пішак · h2 чорний ферзь · b1 чорний слон | d8 білий ферзь · f8 чорний слон · h8 чорний кінь · a7 чорна тура · e7 чорний пішак · h7 білий король · a6 чорний пішак · c6 білий пішак · d6 білий пішак · e6 білий пішак · f6 білий пішак · h6 чорний пішак · a5 біла тура · c5 білий кінь · e5 чорний король · f5 чорний кінь · h5 чорна тура · c4 білий слон · f4 біла тура · g4 білий пішак · e3 чорний пішак · g3 білий слон · h3 білий кінь · f2 чорний пішак · h2 чорний ферзь · b1 чорний слон | d8 білий ферзь · f8 чорний слон · h8 чорний кінь · a7 чорна тура · e7 чорний пішак · h7 білий король · a6 чорний пішак · c6 білий пішак · d6 білий пішак · e6 білий пішак · f6 білий пішак · h6 чорний пішак · a5 біла тура · c5 білий кінь · e5 чорний король · f5 чорний кінь · h5 чорна тура · c4 білий слон · f4 біла тура · g4 білий пішак · e3 чорний пішак · g3 білий слон · h3 білий кінь · f2 чорний пішак · h2 чорний ферзь · b1 чорний слон | d8 білий ферзь · f8 чорний слон · h8 чорний кінь · a7 чорна тура · e7 чорний пішак · h7 білий король · a6 чорний пішак · c6 білий пішак · d6 білий пішак · e6 білий пішак · f6 білий пішак · h6 чорний пішак · a5 біла тура · c5 білий кінь · e5 чорний король · f5 чорний кінь · h5 чорна тура · c4 білий слон · f4 біла тура · g4 білий пішак · e3 чорний пішак · g3 білий слон · h3 білий кінь · f2 чорний пішак · h2 чорний ферзь · b1 чорний слон | d8 білий ферзь · f8 чорний слон · h8 чорний кінь · a7 чорна тура · e7 чорний пішак · h7 білий король · a6 чорний пішак · c6 білий пішак · d6 білий пішак · e6 білий пішак · f6 білий пішак · h6 чорний пішак · a5 біла тура · c5 білий кінь · e5 чорний король · f5 чорний кінь · h5 чорна тура · c4 білий слон · f4 біла тура · g4 білий пішак · e3 чорний пішак · g3 білий слон · h3 білий кінь · f2 чорний пішак · h2 чорний ферзь · b1 чорний слон | d8 білий ферзь · f8 чорний слон · h8 чорний кінь · a7 чорна тура · e7 чорний пішак · h7 білий король · a6 чорний пішак · c6 білий пішак · d6 білий пішак · e6 білий пішак · f6 білий пішак · h6 чорний пішак · a5 біла тура · c5 білий кінь · e5 чорний король · f5 чорний кінь · h5 чорна тура · c4 білий слон · f4 біла тура · g4 білий пішак · e3 чорний пішак · g3 білий слон · h3 білий кінь · f2 чорний пішак · h2 чорний ферзь · b1 чорний слон | d8 білий ферзь · f8 чорний слон · h8 чорний кінь · a7 чорна тура · e7 чорний пішак · h7 білий король · a6 чорний пішак · c6 білий пішак · d6 білий пішак · e6 білий пішак · f6 білий пішак · h6 чорний пішак · a5 біла тура · c5 білий кінь · e5 чорний король · f5 чорний кінь · h5 чорна тура · c4 білий слон · f4 біла тура · g4 білий пішак · e3 чорний пішак · g3 білий слон · h3 білий кінь · f2 чорний пішак · h2 чорний ферзь · b1 чорний слон | 7 |
| 6 | d8 білий ферзь · f8 чорний слон · h8 чорний кінь · a7 чорна тура · e7 чорний пішак · h7 білий король · a6 чорний пішак · c6 білий пішак · d6 білий пішак · e6 білий пішак · f6 білий пішак · h6 чорний пішак · a5 біла тура · c5 білий кінь · e5 чорний король · f5 чорний кінь · h5 чорна тура · c4 білий слон · f4 біла тура · g4 білий пішак · e3 чорний пішак · g3 білий слон · h3 білий кінь · f2 чорний пішак · h2 чорний ферзь · b1 чорний слон | d8 білий ферзь · f8 чорний слон · h8 чорний кінь · a7 чорна тура · e7 чорний пішак · h7 білий король · a6 чорний пішак · c6 білий пішак · d6 білий пішак · e6 білий пішак · f6 білий пішак · h6 чорний пішак · a5 біла тура · c5 білий кінь · e5 чорний король · f5 чорний кінь · h5 чорна тура · c4 білий слон · f4 біла тура · g4 білий пішак · e3 чорний пішак · g3 білий слон · h3 білий кінь · f2 чорний пішак · h2 чорний ферзь · b1 чорний слон | d8 білий ферзь · f8 чорний слон · h8 чорний кінь · a7 чорна тура · e7 чорний пішак · h7 білий король · a6 чорний пішак · c6 білий пішак · d6 білий пішак · e6 білий пішак · f6 білий пішак · h6 чорний пішак · a5 біла тура · c5 білий кінь · e5 чорний король · f5 чорний кінь · h5 чорна тура · c4 білий слон · f4 біла тура · g4 білий пішак · e3 чорний пішак · g3 білий слон · h3 білий кінь · f2 чорний пішак · h2 чорний ферзь · b1 чорний слон | d8 білий ферзь · f8 чорний слон · h8 чорний кінь · a7 чорна тура · e7 чорний пішак · h7 білий король · a6 чорний пішак · c6 білий пішак · d6 білий пішак · e6 білий пішак · f6 білий пішак · h6 чорний пішак · a5 біла тура · c5 білий кінь · e5 чорний король · f5 чорний кінь · h5 чорна тура · c4 білий слон · f4 біла тура · g4 білий пішак · e3 чорний пішак · g3 білий слон · h3 білий кінь · f2 чорний пішак · h2 чорний ферзь · b1 чорний слон | d8 білий ферзь · f8 чорний слон · h8 чорний кінь · a7 чорна тура · e7 чорний пішак · h7 білий король · a6 чорний пішак · c6 білий пішак · d6 білий пішак · e6 білий пішак · f6 білий пішак · h6 чорний пішак · a5 біла тура · c5 білий кінь · e5 чорний король · f5 чорний кінь · h5 чорна тура · c4 білий слон · f4 біла тура · g4 білий пішак · e3 чорний пішак · g3 білий слон · h3 білий кінь · f2 чорний пішак · h2 чорний ферзь · b1 чорний слон | d8 білий ферзь · f8 чорний слон · h8 чорний кінь · a7 чорна тура · e7 чорний пішак · h7 білий король · a6 чорний пішак · c6 білий пішак · d6 білий пішак · e6 білий пішак · f6 білий пішак · h6 чорний пішак · a5 біла тура · c5 білий кінь · e5 чорний король · f5 чорний кінь · h5 чорна тура · c4 білий слон · f4 біла тура · g4 білий пішак · e3 чорний пішак · g3 білий слон · h3 білий кінь · f2 чорний пішак · h2 чорний ферзь · b1 чорний слон | d8 білий ферзь · f8 чорний слон · h8 чорний кінь · a7 чорна тура · e7 чорний пішак · h7 білий король · a6 чорний пішак · c6 білий пішак · d6 білий пішак · e6 білий пішак · f6 білий пішак · h6 чорний пішак · a5 біла тура · c5 білий кінь · e5 чорний король · f5 чорний кінь · h5 чорна тура · c4 білий слон · f4 біла тура · g4 білий пішак · e3 чорний пішак · g3 білий слон · h3 білий кінь · f2 чорний пішак · h2 чорний ферзь · b1 чорний слон | d8 білий ферзь · f8 чорний слон · h8 чорний кінь · a7 чорна тура · e7 чорний пішак · h7 білий король · a6 чорний пішак · c6 білий пішак · d6 білий пішак · e6 білий пішак · f6 білий пішак · h6 чорний пішак · a5 біла тура · c5 білий кінь · e5 чорний король · f5 чорний кінь · h5 чорна тура · c4 білий слон · f4 біла тура · g4 білий пішак · e3 чорний пішак · g3 білий слон · h3 білий кінь · f2 чорний пішак · h2 чорний ферзь · b1 чорний слон | 6 |
| 5 | d8 білий ферзь · f8 чорний слон · h8 чорний кінь · a7 чорна тура · e7 чорний пішак · h7 білий король · a6 чорний пішак · c6 білий пішак · d6 білий пішак · e6 білий пішак · f6 білий пішак · h6 чорний пішак · a5 біла тура · c5 білий кінь · e5 чорний король · f5 чорний кінь · h5 чорна тура · c4 білий слон · f4 біла тура · g4 білий пішак · e3 чорний пішак · g3 білий слон · h3 білий кінь · f2 чорний пішак · h2 чорний ферзь · b1 чорний слон | d8 білий ферзь · f8 чорний слон · h8 чорний кінь · a7 чорна тура · e7 чорний пішак · h7 білий король · a6 чорний пішак · c6 білий пішак · d6 білий пішак · e6 білий пішак · f6 білий пішак · h6 чорний пішак · a5 біла тура · c5 білий кінь · e5 чорний король · f5 чорний кінь · h5 чорна тура · c4 білий слон · f4 біла тура · g4 білий пішак · e3 чорний пішак · g3 білий слон · h3 білий кінь · f2 чорний пішак · h2 чорний ферзь · b1 чорний слон | d8 білий ферзь · f8 чорний слон · h8 чорний кінь · a7 чорна тура · e7 чорний пішак · h7 білий король · a6 чорний пішак · c6 білий пішак · d6 білий пішак · e6 білий пішак · f6 білий пішак · h6 чорний пішак · a5 біла тура · c5 білий кінь · e5 чорний король · f5 чорний кінь · h5 чорна тура · c4 білий слон · f4 біла тура · g4 білий пішак · e3 чорний пішак · g3 білий слон · h3 білий кінь · f2 чорний пішак · h2 чорний ферзь · b1 чорний слон | d8 білий ферзь · f8 чорний слон · h8 чорний кінь · a7 чорна тура · e7 чорний пішак · h7 білий король · a6 чорний пішак · c6 білий пішак · d6 білий пішак · e6 білий пішак · f6 білий пішак · h6 чорний пішак · a5 біла тура · c5 білий кінь · e5 чорний король · f5 чорний кінь · h5 чорна тура · c4 білий слон · f4 біла тура · g4 білий пішак · e3 чорний пішак · g3 білий слон · h3 білий кінь · f2 чорний пішак · h2 чорний ферзь · b1 чорний слон | d8 білий ферзь · f8 чорний слон · h8 чорний кінь · a7 чорна тура · e7 чорний пішак · h7 білий король · a6 чорний пішак · c6 білий пішак · d6 білий пішак · e6 білий пішак · f6 білий пішак · h6 чорний пішак · a5 біла тура · c5 білий кінь · e5 чорний король · f5 чорний кінь · h5 чорна тура · c4 білий слон · f4 біла тура · g4 білий пішак · e3 чорний пішак · g3 білий слон · h3 білий кінь · f2 чорний пішак · h2 чорний ферзь · b1 чорний слон | d8 білий ферзь · f8 чорний слон · h8 чорний кінь · a7 чорна тура · e7 чорний пішак · h7 білий король · a6 чорний пішак · c6 білий пішак · d6 білий пішак · e6 білий пішак · f6 білий пішак · h6 чорний пішак · a5 біла тура · c5 білий кінь · e5 чорний король · f5 чорний кінь · h5 чорна тура · c4 білий слон · f4 біла тура · g4 білий пішак · e3 чорний пішак · g3 білий слон · h3 білий кінь · f2 чорний пішак · h2 чорний ферзь · b1 чорний слон | d8 білий ферзь · f8 чорний слон · h8 чорний кінь · a7 чорна тура · e7 чорний пішак · h7 білий король · a6 чорний пішак · c6 білий пішак · d6 білий пішак · e6 білий пішак · f6 білий пішак · h6 чорний пішак · a5 біла тура · c5 білий кінь · e5 чорний король · f5 чорний кінь · h5 чорна тура · c4 білий слон · f4 біла тура · g4 білий пішак · e3 чорний пішак · g3 білий слон · h3 білий кінь · f2 чорний пішак · h2 чорний ферзь · b1 чорний слон | d8 білий ферзь · f8 чорний слон · h8 чорний кінь · a7 чорна тура · e7 чорний пішак · h7 білий король · a6 чорний пішак · c6 білий пішак · d6 білий пішак · e6 білий пішак · f6 білий пішак · h6 чорний пішак · a5 біла тура · c5 білий кінь · e5 чорний король · f5 чорний кінь · h5 чорна тура · c4 білий слон · f4 біла тура · g4 білий пішак · e3 чорний пішак · g3 білий слон · h3 білий кінь · f2 чорний пішак · h2 чорний ферзь · b1 чорний слон | 5 |
| 4 | d8 білий ферзь · f8 чорний слон · h8 чорний кінь · a7 чорна тура · e7 чорний пішак · h7 білий король · a6 чорний пішак · c6 білий пішак · d6 білий пішак · e6 білий пішак · f6 білий пішак · h6 чорний пішак · a5 біла тура · c5 білий кінь · e5 чорний король · f5 чорний кінь · h5 чорна тура · c4 білий слон · f4 біла тура · g4 білий пішак · e3 чорний пішак · g3 білий слон · h3 білий кінь · f2 чорний пішак · h2 чорний ферзь · b1 чорний слон | d8 білий ферзь · f8 чорний слон · h8 чорний кінь · a7 чорна тура · e7 чорний пішак · h7 білий король · a6 чорний пішак · c6 білий пішак · d6 білий пішак · e6 білий пішак · f6 білий пішак · h6 чорний пішак · a5 біла тура · c5 білий кінь · e5 чорний король · f5 чорний кінь · h5 чорна тура · c4 білий слон · f4 біла тура · g4 білий пішак · e3 чорний пішак · g3 білий слон · h3 білий кінь · f2 чорний пішак · h2 чорний ферзь · b1 чорний слон | d8 білий ферзь · f8 чорний слон · h8 чорний кінь · a7 чорна тура · e7 чорний пішак · h7 білий король · a6 чорний пішак · c6 білий пішак · d6 білий пішак · e6 білий пішак · f6 білий пішак · h6 чорний пішак · a5 біла тура · c5 білий кінь · e5 чорний король · f5 чорний кінь · h5 чорна тура · c4 білий слон · f4 біла тура · g4 білий пішак · e3 чорний пішак · g3 білий слон · h3 білий кінь · f2 чорний пішак · h2 чорний ферзь · b1 чорний слон | d8 білий ферзь · f8 чорний слон · h8 чорний кінь · a7 чорна тура · e7 чорний пішак · h7 білий король · a6 чорний пішак · c6 білий пішак · d6 білий пішак · e6 білий пішак · f6 білий пішак · h6 чорний пішак · a5 біла тура · c5 білий кінь · e5 чорний король · f5 чорний кінь · h5 чорна тура · c4 білий слон · f4 біла тура · g4 білий пішак · e3 чорний пішак · g3 білий слон · h3 білий кінь · f2 чорний пішак · h2 чорний ферзь · b1 чорний слон | d8 білий ферзь · f8 чорний слон · h8 чорний кінь · a7 чорна тура · e7 чорний пішак · h7 білий король · a6 чорний пішак · c6 білий пішак · d6 білий пішак · e6 білий пішак · f6 білий пішак · h6 чорний пішак · a5 біла тура · c5 білий кінь · e5 чорний король · f5 чорний кінь · h5 чорна тура · c4 білий слон · f4 біла тура · g4 білий пішак · e3 чорний пішак · g3 білий слон · h3 білий кінь · f2 чорний пішак · h2 чорний ферзь · b1 чорний слон | d8 білий ферзь · f8 чорний слон · h8 чорний кінь · a7 чорна тура · e7 чорний пішак · h7 білий король · a6 чорний пішак · c6 білий пішак · d6 білий пішак · e6 білий пішак · f6 білий пішак · h6 чорний пішак · a5 біла тура · c5 білий кінь · e5 чорний король · f5 чорний кінь · h5 чорна тура · c4 білий слон · f4 біла тура · g4 білий пішак · e3 чорний пішак · g3 білий слон · h3 білий кінь · f2 чорний пішак · h2 чорний ферзь · b1 чорний слон | d8 білий ферзь · f8 чорний слон · h8 чорний кінь · a7 чорна тура · e7 чорний пішак · h7 білий король · a6 чорний пішак · c6 білий пішак · d6 білий пішак · e6 білий пішак · f6 білий пішак · h6 чорний пішак · a5 біла тура · c5 білий кінь · e5 чорний король · f5 чорний кінь · h5 чорна тура · c4 білий слон · f4 біла тура · g4 білий пішак · e3 чорний пішак · g3 білий слон · h3 білий кінь · f2 чорний пішак · h2 чорний ферзь · b1 чорний слон | d8 білий ферзь · f8 чорний слон · h8 чорний кінь · a7 чорна тура · e7 чорний пішак · h7 білий король · a6 чорний пішак · c6 білий пішак · d6 білий пішак · e6 білий пішак · f6 білий пішак · h6 чорний пішак · a5 біла тура · c5 білий кінь · e5 чорний король · f5 чорний кінь · h5 чорна тура · c4 білий слон · f4 біла тура · g4 білий пішак · e3 чорний пішак · g3 білий слон · h3 білий кінь · f2 чорний пішак · h2 чорний ферзь · b1 чорний слон | 4 |
| 3 | d8 білий ферзь · f8 чорний слон · h8 чорний кінь · a7 чорна тура · e7 чорний пішак · h7 білий король · a6 чорний пішак · c6 білий пішак · d6 білий пішак · e6 білий пішак · f6 білий пішак · h6 чорний пішак · a5 біла тура · c5 білий кінь · e5 чорний король · f5 чорний кінь · h5 чорна тура · c4 білий слон · f4 біла тура · g4 білий пішак · e3 чорний пішак · g3 білий слон · h3 білий кінь · f2 чорний пішак · h2 чорний ферзь · b1 чорний слон | d8 білий ферзь · f8 чорний слон · h8 чорний кінь · a7 чорна тура · e7 чорний пішак · h7 білий король · a6 чорний пішак · c6 білий пішак · d6 білий пішак · e6 білий пішак · f6 білий пішак · h6 чорний пішак · a5 біла тура · c5 білий кінь · e5 чорний король · f5 чорний кінь · h5 чорна тура · c4 білий слон · f4 біла тура · g4 білий пішак · e3 чорний пішак · g3 білий слон · h3 білий кінь · f2 чорний пішак · h2 чорний ферзь · b1 чорний слон | d8 білий ферзь · f8 чорний слон · h8 чорний кінь · a7 чорна тура · e7 чорний пішак · h7 білий король · a6 чорний пішак · c6 білий пішак · d6 білий пішак · e6 білий пішак · f6 білий пішак · h6 чорний пішак · a5 біла тура · c5 білий кінь · e5 чорний король · f5 чорний кінь · h5 чорна тура · c4 білий слон · f4 біла тура · g4 білий пішак · e3 чорний пішак · g3 білий слон · h3 білий кінь · f2 чорний пішак · h2 чорний ферзь · b1 чорний слон | d8 білий ферзь · f8 чорний слон · h8 чорний кінь · a7 чорна тура · e7 чорний пішак · h7 білий король · a6 чорний пішак · c6 білий пішак · d6 білий пішак · e6 білий пішак · f6 білий пішак · h6 чорний пішак · a5 біла тура · c5 білий кінь · e5 чорний король · f5 чорний кінь · h5 чорна тура · c4 білий слон · f4 біла тура · g4 білий пішак · e3 чорний пішак · g3 білий слон · h3 білий кінь · f2 чорний пішак · h2 чорний ферзь · b1 чорний слон | d8 білий ферзь · f8 чорний слон · h8 чорний кінь · a7 чорна тура · e7 чорний пішак · h7 білий король · a6 чорний пішак · c6 білий пішак · d6 білий пішак · e6 білий пішак · f6 білий пішак · h6 чорний пішак · a5 біла тура · c5 білий кінь · e5 чорний король · f5 чорний кінь · h5 чорна тура · c4 білий слон · f4 біла тура · g4 білий пішак · e3 чорний пішак · g3 білий слон · h3 білий кінь · f2 чорний пішак · h2 чорний ферзь · b1 чорний слон | d8 білий ферзь · f8 чорний слон · h8 чорний кінь · a7 чорна тура · e7 чорний пішак · h7 білий король · a6 чорний пішак · c6 білий пішак · d6 білий пішак · e6 білий пішак · f6 білий пішак · h6 чорний пішак · a5 біла тура · c5 білий кінь · e5 чорний король · f5 чорний кінь · h5 чорна тура · c4 білий слон · f4 біла тура · g4 білий пішак · e3 чорний пішак · g3 білий слон · h3 білий кінь · f2 чорний пішак · h2 чорний ферзь · b1 чорний слон | d8 білий ферзь · f8 чорний слон · h8 чорний кінь · a7 чорна тура · e7 чорний пішак · h7 білий король · a6 чорний пішак · c6 білий пішак · d6 білий пішак · e6 білий пішак · f6 білий пішак · h6 чорний пішак · a5 біла тура · c5 білий кінь · e5 чорний король · f5 чорний кінь · h5 чорна тура · c4 білий слон · f4 біла тура · g4 білий пішак · e3 чорний пішак · g3 білий слон · h3 білий кінь · f2 чорний пішак · h2 чорний ферзь · b1 чорний слон | d8 білий ферзь · f8 чорний слон · h8 чорний кінь · a7 чорна тура · e7 чорний пішак · h7 білий король · a6 чорний пішак · c6 білий пішак · d6 білий пішак · e6 білий пішак · f6 білий пішак · h6 чорний пішак · a5 біла тура · c5 білий кінь · e5 чорний король · f5 чорний кінь · h5 чорна тура · c4 білий слон · f4 біла тура · g4 білий пішак · e3 чорний пішак · g3 білий слон · h3 білий кінь · f2 чорний пішак · h2 чорний ферзь · b1 чорний слон | 3 |
| 2 | d8 білий ферзь · f8 чорний слон · h8 чорний кінь · a7 чорна тура · e7 чорний пішак · h7 білий король · a6 чорний пішак · c6 білий пішак · d6 білий пішак · e6 білий пішак · f6 білий пішак · h6 чорний пішак · a5 біла тура · c5 білий кінь · e5 чорний король · f5 чорний кінь · h5 чорна тура · c4 білий слон · f4 біла тура · g4 білий пішак · e3 чорний пішак · g3 білий слон · h3 білий кінь · f2 чорний пішак · h2 чорний ферзь · b1 чорний слон | d8 білий ферзь · f8 чорний слон · h8 чорний кінь · a7 чорна тура · e7 чорний пішак · h7 білий король · a6 чорний пішак · c6 білий пішак · d6 білий пішак · e6 білий пішак · f6 білий пішак · h6 чорний пішак · a5 біла тура · c5 білий кінь · e5 чорний король · f5 чорний кінь · h5 чорна тура · c4 білий слон · f4 біла тура · g4 білий пішак · e3 чорний пішак · g3 білий слон · h3 білий кінь · f2 чорний пішак · h2 чорний ферзь · b1 чорний слон | d8 білий ферзь · f8 чорний слон · h8 чорний кінь · a7 чорна тура · e7 чорний пішак · h7 білий король · a6 чорний пішак · c6 білий пішак · d6 білий пішак · e6 білий пішак · f6 білий пішак · h6 чорний пішак · a5 біла тура · c5 білий кінь · e5 чорний король · f5 чорний кінь · h5 чорна тура · c4 білий слон · f4 біла тура · g4 білий пішак · e3 чорний пішак · g3 білий слон · h3 білий кінь · f2 чорний пішак · h2 чорний ферзь · b1 чорний слон | d8 білий ферзь · f8 чорний слон · h8 чорний кінь · a7 чорна тура · e7 чорний пішак · h7 білий король · a6 чорний пішак · c6 білий пішак · d6 білий пішак · e6 білий пішак · f6 білий пішак · h6 чорний пішак · a5 біла тура · c5 білий кінь · e5 чорний король · f5 чорний кінь · h5 чорна тура · c4 білий слон · f4 біла тура · g4 білий пішак · e3 чорний пішак · g3 білий слон · h3 білий кінь · f2 чорний пішак · h2 чорний ферзь · b1 чорний слон | d8 білий ферзь · f8 чорний слон · h8 чорний кінь · a7 чорна тура · e7 чорний пішак · h7 білий король · a6 чорний пішак · c6 білий пішак · d6 білий пішак · e6 білий пішак · f6 білий пішак · h6 чорний пішак · a5 біла тура · c5 білий кінь · e5 чорний король · f5 чорний кінь · h5 чорна тура · c4 білий слон · f4 біла тура · g4 білий пішак · e3 чорний пішак · g3 білий слон · h3 білий кінь · f2 чорний пішак · h2 чорний ферзь · b1 чорний слон | d8 білий ферзь · f8 чорний слон · h8 чорний кінь · a7 чорна тура · e7 чорний пішак · h7 білий король · a6 чорний пішак · c6 білий пішак · d6 білий пішак · e6 білий пішак · f6 білий пішак · h6 чорний пішак · a5 біла тура · c5 білий кінь · e5 чорний король · f5 чорний кінь · h5 чорна тура · c4 білий слон · f4 біла тура · g4 білий пішак · e3 чорний пішак · g3 білий слон · h3 білий кінь · f2 чорний пішак · h2 чорний ферзь · b1 чорний слон | d8 білий ферзь · f8 чорний слон · h8 чорний кінь · a7 чорна тура · e7 чорний пішак · h7 білий король · a6 чорний пішак · c6 білий пішак · d6 білий пішак · e6 білий пішак · f6 білий пішак · h6 чорний пішак · a5 біла тура · c5 білий кінь · e5 чорний король · f5 чорний кінь · h5 чорна тура · c4 білий слон · f4 біла тура · g4 білий пішак · e3 чорний пішак · g3 білий слон · h3 білий кінь · f2 чорний пішак · h2 чорний ферзь · b1 чорний слон | d8 білий ферзь · f8 чорний слон · h8 чорний кінь · a7 чорна тура · e7 чорний пішак · h7 білий король · a6 чорний пішак · c6 білий пішак · d6 білий пішак · e6 білий пішак · f6 білий пішак · h6 чорний пішак · a5 біла тура · c5 білий кінь · e5 чорний король · f5 чорний кінь · h5 чорна тура · c4 білий слон · f4 біла тура · g4 білий пішак · e3 чорний пішак · g3 білий слон · h3 білий кінь · f2 чорний пішак · h2 чорний ферзь · b1 чорний слон | 2 |
| 1 | d8 білий ферзь · f8 чорний слон · h8 чорний кінь · a7 чорна тура · e7 чорний пішак · h7 білий король · a6 чорний пішак · c6 білий пішак · d6 білий пішак · e6 білий пішак · f6 білий пішак · h6 чорний пішак · a5 біла тура · c5 білий кінь · e5 чорний король · f5 чорний кінь · h5 чорна тура · c4 білий слон · f4 біла тура · g4 білий пішак · e3 чорний пішак · g3 білий слон · h3 білий кінь · f2 чорний пішак · h2 чорний ферзь · b1 чорний слон | d8 білий ферзь · f8 чорний слон · h8 чорний кінь · a7 чорна тура · e7 чорний пішак · h7 білий король · a6 чорний пішак · c6 білий пішак · d6 білий пішак · e6 білий пішак · f6 білий пішак · h6 чорний пішак · a5 біла тура · c5 білий кінь · e5 чорний король · f5 чорний кінь · h5 чорна тура · c4 білий слон · f4 біла тура · g4 білий пішак · e3 чорний пішак · g3 білий слон · h3 білий кінь · f2 чорний пішак · h2 чорний ферзь · b1 чорний слон | d8 білий ферзь · f8 чорний слон · h8 чорний кінь · a7 чорна тура · e7 чорний пішак · h7 білий король · a6 чорний пішак · c6 білий пішак · d6 білий пішак · e6 білий пішак · f6 білий пішак · h6 чорний пішак · a5 біла тура · c5 білий кінь · e5 чорний король · f5 чорний кінь · h5 чорна тура · c4 білий слон · f4 біла тура · g4 білий пішак · e3 чорний пішак · g3 білий слон · h3 білий кінь · f2 чорний пішак · h2 чорний ферзь · b1 чорний слон | d8 білий ферзь · f8 чорний слон · h8 чорний кінь · a7 чорна тура · e7 чорний пішак · h7 білий король · a6 чорний пішак · c6 білий пішак · d6 білий пішак · e6 білий пішак · f6 білий пішак · h6 чорний пішак · a5 біла тура · c5 білий кінь · e5 чорний король · f5 чорний кінь · h5 чорна тура · c4 білий слон · f4 біла тура · g4 білий пішак · e3 чорний пішак · g3 білий слон · h3 білий кінь · f2 чорний пішак · h2 чорний ферзь · b1 чорний слон | d8 білий ферзь · f8 чорний слон · h8 чорний кінь · a7 чорна тура · e7 чорний пішак · h7 білий король · a6 чорний пішак · c6 білий пішак · d6 білий пішак · e6 білий пішак · f6 білий пішак · h6 чорний пішак · a5 біла тура · c5 білий кінь · e5 чорний король · f5 чорний кінь · h5 чорна тура · c4 білий слон · f4 біла тура · g4 білий пішак · e3 чорний пішак · g3 білий слон · h3 білий кінь · f2 чорний пішак · h2 чорний ферзь · b1 чорний слон | d8 білий ферзь · f8 чорний слон · h8 чорний кінь · a7 чорна тура · e7 чорний пішак · h7 білий король · a6 чорний пішак · c6 білий пішак · d6 білий пішак · e6 білий пішак · f6 білий пішак · h6 чорний пішак · a5 біла тура · c5 білий кінь · e5 чорний король · f5 чорний кінь · h5 чорна тура · c4 білий слон · f4 біла тура · g4 білий пішак · e3 чорний пішак · g3 білий слон · h3 білий кінь · f2 чорний пішак · h2 чорний ферзь · b1 чорний слон | d8 білий ферзь · f8 чорний слон · h8 чорний кінь · a7 чорна тура · e7 чорний пішак · h7 білий король · a6 чорний пішак · c6 білий пішак · d6 білий пішак · e6 білий пішак · f6 білий пішак · h6 чорний пішак · a5 біла тура · c5 білий кінь · e5 чорний король · f5 чорний кінь · h5 чорна тура · c4 білий слон · f4 біла тура · g4 білий пішак · e3 чорний пішак · g3 білий слон · h3 білий кінь · f2 чорний пішак · h2 чорний ферзь · b1 чорний слон | d8 білий ферзь · f8 чорний слон · h8 чорний кінь · a7 чорна тура · e7 чорний пішак · h7 білий король · a6 чорний пішак · c6 білий пішак · d6 білий пішак · e6 білий пішак · f6 білий пішак · h6 чорний пішак · a5 біла тура · c5 білий кінь · e5 чорний король · f5 чорний кінь · h5 чорна тура · c4 білий слон · f4 біла тура · g4 білий пішак · e3 чорний пішак · g3 білий слон · h3 білий кінь · f2 чорний пішак · h2 чорний ферзь · b1 чорний слон | 1 |
|   | a | b | c | d | e | f | g | h |   |

Дана проблема теж була розроблена Андерсоном (опублікована у The Observer у 1961 році). У цій позиції білі теж мають мат у два ходи, і є цілих п'ять ліній, в котрих фігурують перехресні шахи. Після ходу білих 1.Qb6 із загрозою мату відкритим ударом турою після ходу 2.Ne4#, можливі наступні варіанти:
1...exf6+ 2.Nb7#
1...exd6+ 2.Nd7#
1...Nd4+ 2.Rf5#
1...Nxd6+ 2.Nd3#
1...Nf(інші ходи)+ 2.Ne4#
1...Kxf6 2.Qb2#
1...Kxd6 2.Rd4#